# 救援打撈船
救援打撈船（船体分类符号ARS ）是一种军用打捞拖船。 他们的任务是援助受灾船只。它们的一般任务能力包括战斗打捞、起重、拖曳、收回搁浅船只、离船消防和载人潜水作业。     它们在第二次世界大战期间很常见。

## 美國海軍各類救助打撈船列表
以下船舶類別已在美國海軍服役的 ARS 船體分類符號下指定。

### 「拉普溫」級掃雷艦改裝型（Lapwing-class minesweeper conversions）

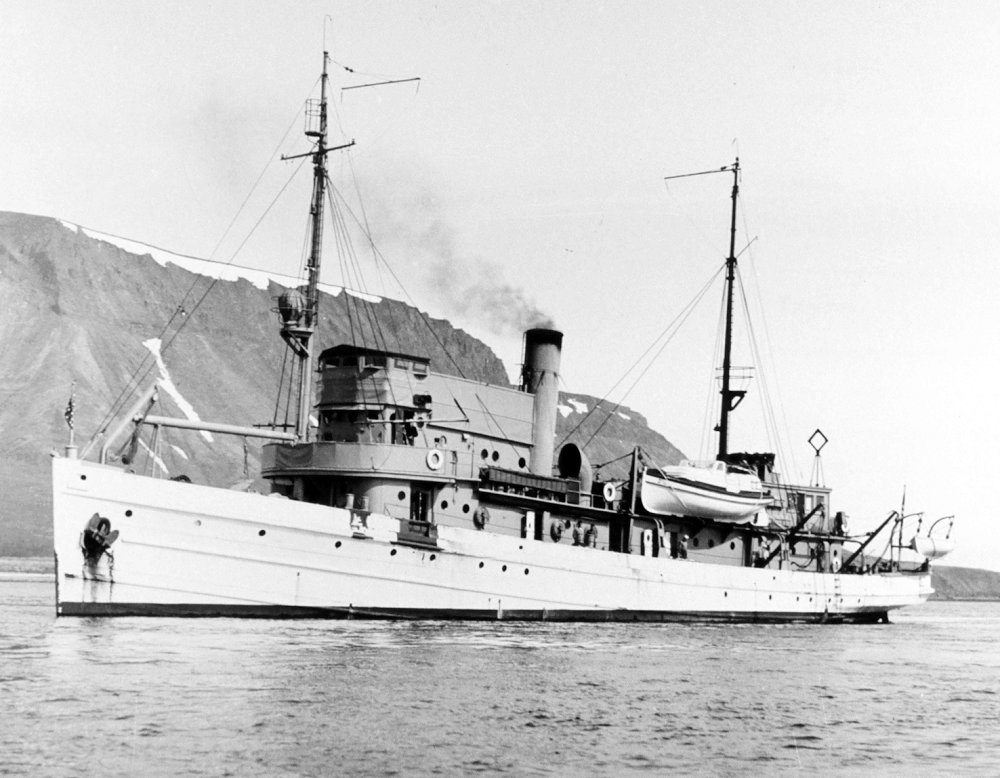
「拉普溫」級救難艦之一：探索者號 (ARS-3)，攝於約1935年時擔任美國海岸與地質調查局探測船（USC&GS Discoverer）期間

最早被指定為美國海軍救難艦（ARS）的艦艇，是由田鳧級掃雷艦改裝而來。此類艦艇自1941年6月起由美國海軍作為救難艦服役，直至「維京號」（USS Viking）於1953年退役並報廢為止。
- 維京號 (ARS-1)
- 十字軍號 (ARS-2)
- 探索者號 (ARS-3)
- 紅翼號 (ARS-4)
- 歌鴝號 (ARS-11)
- 長嘴鷸號 (ARS-12)
- 斑鳩號 (ARS-32)

### 「潛水員」級救難艦（Diver-class）

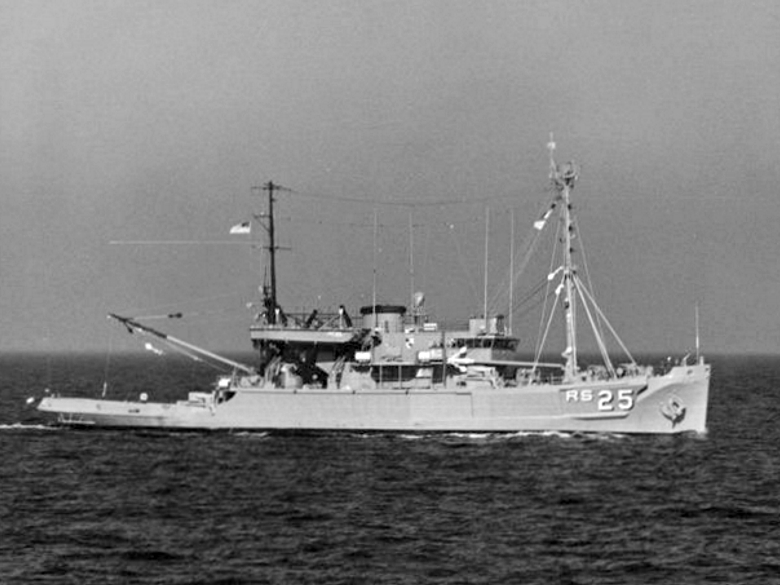
「潛水員」級救難艦之一：護衛號（USS Safeguard (ARS-25))

「潛水員」級救難艦（ARS）由美國海軍自1943年10月起服役，最後一艘於1979年7月退役。此級數艘艦艇後來改裝作其他用途，其中「沙克號」（USS Shackle）轉交美國海岸防衛隊後，以213英尺長的巡邏艦身份繼續服役，名為阿庫什內特號（USCGC Acushnet (WMEC-167)），直至2011年3月退役。
- 潛水員號 (ARS-5)
- 逃生號 (ARS-6)（後改為美國海岸防衛隊巡邏艦逃生號 (WMEC-6))
- 抓取號 (ARS-7)
- 保全號 (ARS-8)
- 鐐銬號 (ARS-9)（後改為美國海岸防衛隊巡邏艦阿庫什尼特號 (WMEC-167))
- 纜繩號 (ARS-19)
- 錨鍊號 (ARS-20)（後改為美國海軍海洋研究艦鏈號 (T-AGOR-17))
- 制止號 (ARS-21)
- 潮流號 (ARS-22)
- 投遞號 (ARS-23)
- 掌握號 (ARS-24)
- 保護號 (ARS-25)
- 查扣號 (ARS-26)（後改為美國海岸防衛隊巡邏艦尤可納號 (WAT-168))
- 奪取號 (ARS-27)（後改為美國海軍海洋研究艦阿爾戈號 (T-AGOR-18))
- 閥門號 (ARS-28)
- 通風號 (ARS-29)
- 夾鉗號 (ARS-33)
- 齒輪號 (ARS-34)

### 各種民用船舶改裝
第二次世界大戰期間，多艘船舶被改裝並重新命名為救助船 (ARS)。
- 協助號 (ARS-10)（建造取消）[5][8]
- 救援者號 (ARS-18)
- 加速號 (ARS-30)
- 哈尤蘭號 (ARS-31)[5][8]
- 應對號 (ARS-37)

### 「錨」級救難艦（Anchor-class）

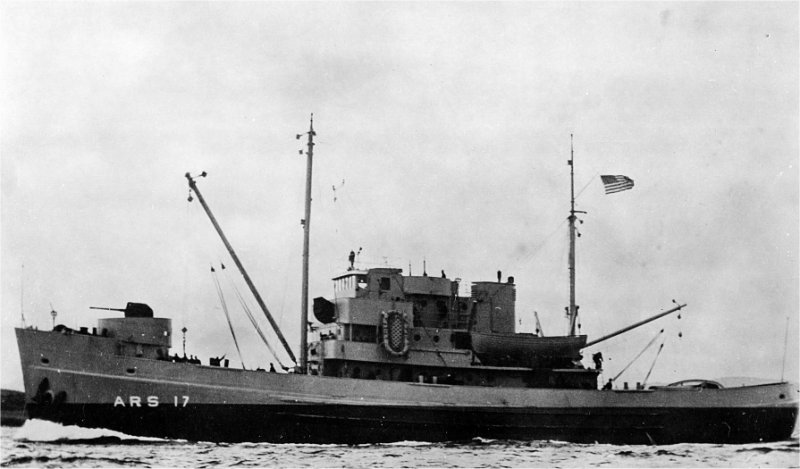
「錨」級救難艦之一：修復者號（USS Restorer (ARS-17))

從1943年10月到1946年3月期間，美國海軍使用著錨級救援船(ARS)。
- 錨號 (ARS-13)
- 保護者號 (ARS-14)
- 提取者號 (ARS-15)
- 排除者號 (ARS-16)
- 修復者號 (ARS-17)

### 「重量」級救難艦（Weight-class）

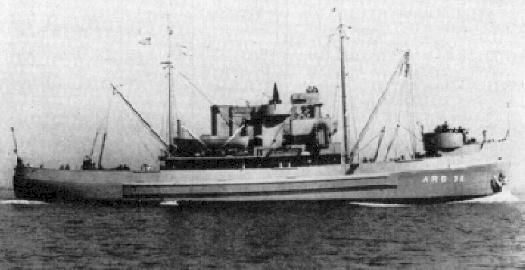
「重量」級救難艦之一：旋轉號（USS Swivel (ARS-36))

美國海軍自1943年8月起操作「重量」級救難艦（ARS），最後一艘於1946年6月退役。「重量」級艦艇原本預定作為《租借法案》計劃的一部分交付給英國皇家海軍，並擁有不同艦名，但最終由美國海軍接收並操作。
- 重量號 (ARS-35)
- 旋轉號 (ARS-36)

### 「支撐」級救難艦（Bolster-class）

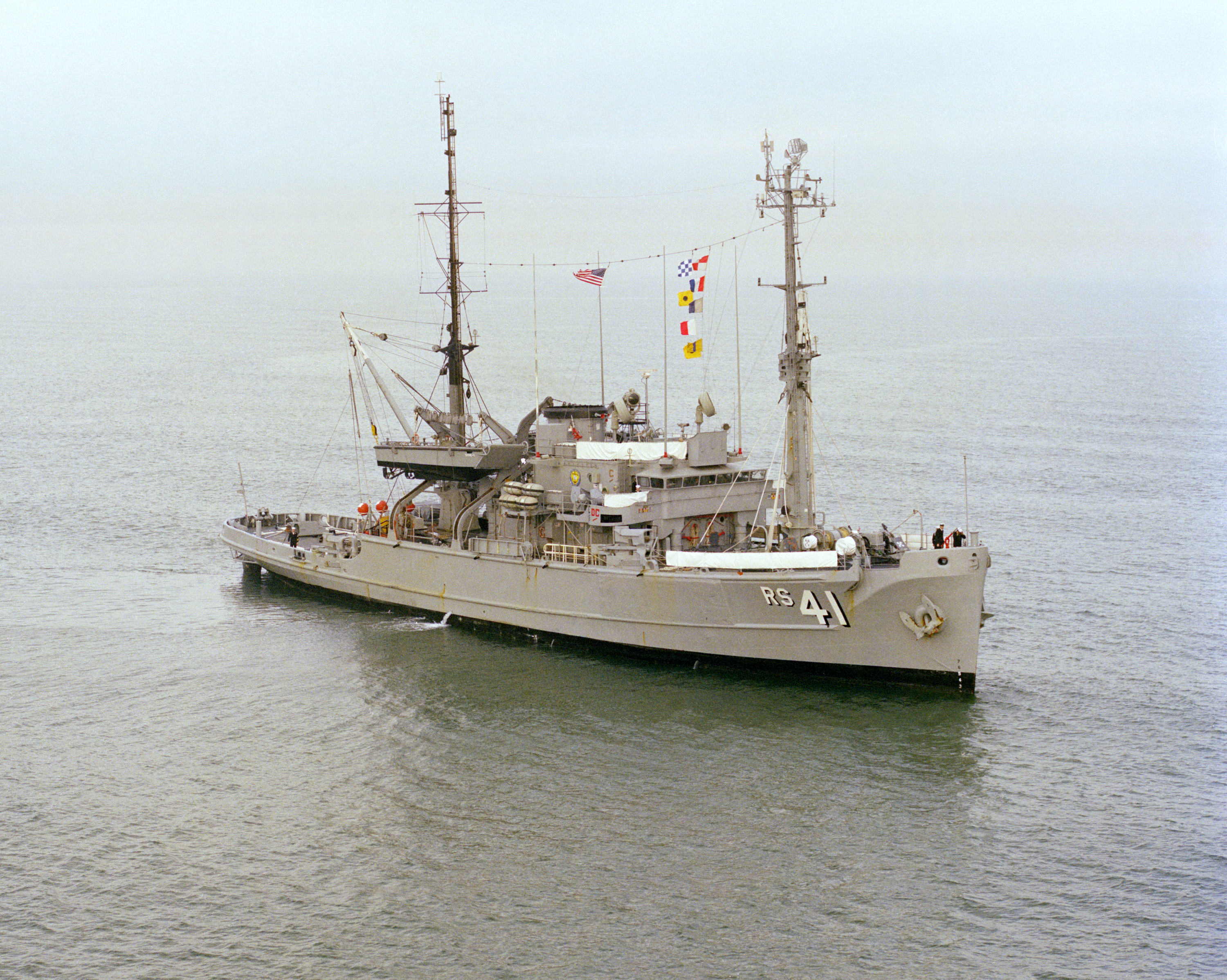
「支撐」級救難艦之一：機會號（USS Opportune (ARS-41))

美國海軍自1944年7月起操作「支撐」級救難艦（ARS），最後一艘於1994年9月退役。
- 支撐號 (ARS-38)
- 保存者號 (ARS-39)
- 升舉者號 (ARS-40)
- 機會號 (ARS-41)
- 回收者號 (ARS-42)
- 復原者號 (ARS-43)
- 尋回者號 (ARS-44)（建造取消）[5][8]
- 熟練號 (ARS-45)（建造取消）[5][8]
- 支援號 (ARS-46)（建造取消）[5][8]
- 勞工號 (ARS-47)（建造取消）[5][8]
- 急迫號 (ARS-48)（建造取消）[5][8]
- 願意號 (ARS-49)（建造取消）[5][8]

### 「保障」級救難艦（Safeguard-class）

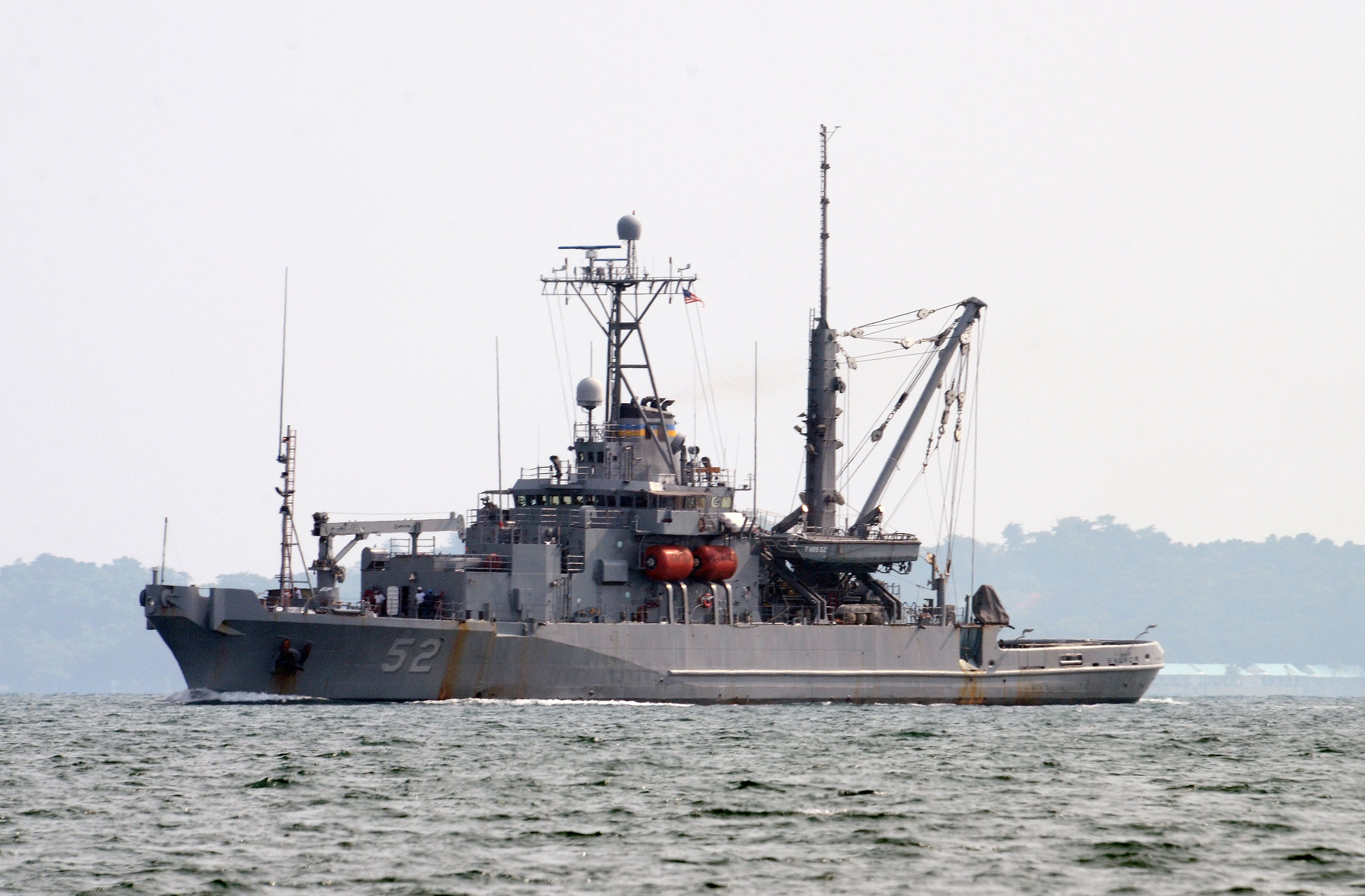
「保障」級救難艦之一：薩爾沃號（USNS Salvor (T-ARS-52))

「保障」級救難艦（T-ARS）由美國海軍軍事海運司令部（MSC）操作，以支援美國海軍任務。此級艦自1982年11月起由美國海軍以現役輔助艦艇形式服役，直到最後一艘「保障號」於2007年9月退役。 目前仍有兩艘艦艇在軍事海運司令部名下服役。
- 保障號 (T-ARS-50)（已退役）
- 掌握號 (T-ARS-51)
- 薩爾沃號 (T-ARS-52)
- 擒拿號 (T-ARS-53)（已退役）
- ARS-54（未命名，建造取消）[8]